# موسسه ملی فارغ‌التحصیل برای مطالعات سیاست
مؤسسه ملی فارغ‌التحصیل برای مطالعات سیاست (به ژاپنی: 政策研究大学院大学, Seisaku Kenkyū Daigakuin Daigaku)، یک مدرسه تحصیلات تکمیلی تحقیقاتی واقع در میناتو-کو، توکیو است.